# L'insegnante di astinenza sessuale
L'insegnante di astinenza sessuale (The Abstinence Teacher) è un romanzo scritto da Tom Perrotta e ambientato nell'America degli anni 2000. Nel libro viene narrata la vita di un'insegnante di educazione sessuale che causa uno scandalo a causa di un commento sul sesso orale, che scatenerà l'ira della comunità religiosa di una piccola cittadina in New Jersey.
È stato pubblicato negli Stati Uniti nel 2007 a cura di St. Martin's Press, e nello stesso anno in Italia da Edizioni e/o. Perrotta afferma che l'idea di scrivere il romanzo ha avuto origine dall'esito delle elezioni presidenziali statunitensi del 2004, nelle quali sarebbero stati determinanti i voti provenienti dalla fetta evangelica della popolazione. Perrotta dichiarò al riguardo: «Mi sentii in qualche modo inadeguato come romanziere, come se mi fossi perso qualcosa di importante in questo paese. Mi sono messo all'opera per investigare quel mondo». Il romanzo affronta, tra gli altri, temi come l'omofobia e il sessismo all'interno delle aree suburbane.

## Trama
Ruth Ramsey, divorziata con due figlie, insegnante di educazione sessuale del liceo di Stonewood Heights, vede la propria professione messa in crisi dopo aver risposto a una domanda sul sesso orale, scatenando le ire del Tabernacolo, una comunità cristiana evangelica guidata dal pastore Dennis. L'istituto scolastico, per evitare clamori, cambia il corso tenuto da Ruth in "Educazione all'astinenza sessuale" e la donna è costretta a impartire lezioni su come evitare del tutto i rapporti sessuali fino al matrimonio.

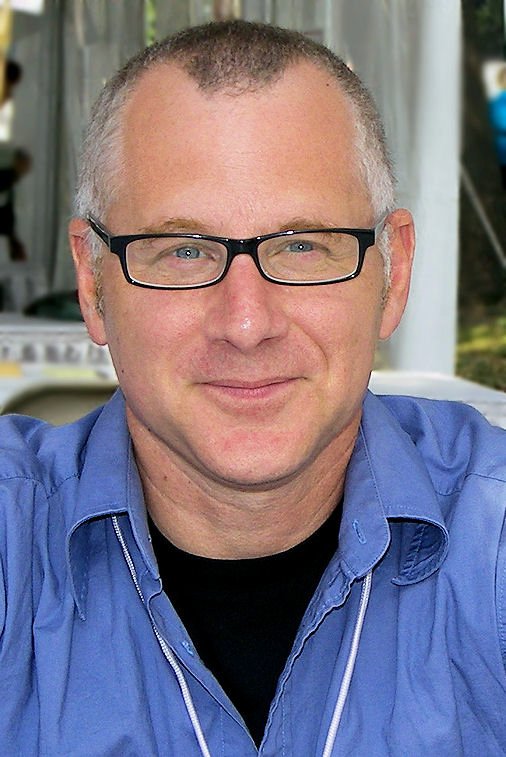
Tom Perrotta, nel 2007.

Dopo una delle partite di calcio della figlia, Ruth vede l'allenatore Tim, in precedenza musicista rock dedito all'uso della marijuana, ora fedele membro del Tabernacolo, far pregare la squadra. Irritata e sconvolta, si mobilita per far esonerare l'allenatore. Tra i due nasce un rapporto di amore e odio, in quanto entrambi si riconoscono come esseri imperfetti, con un passato travagliato e con un presente incerto.
A scuola la situazione si stabilizza: Ruth viene ricollocata e obbligata a insegnare ad un corso di recupero di matematica. Se non altro, non sarà più costretta a insegnare nozioni nelle quali non crede. Tim, nel frattempo, ha una nuova crisi, sperimenta il gioco d'azzardo, ricomincia a bere, lascia la nuova moglie e, comprendendo che la comunità in cui vive non gli appartiene, decide di vivere in maniera autonoma la propria spiritualità. L'allontanarsi di Tim dalla comunità suscita una decisa reazione da parte del pastore Dennis che, nel tentativo di fargli cambiare idea, una mattina si mette a sorvegliare la porta di Ruth, la quale aveva ospitato Tim per una notte. Nonostante il pastore dichiari che non si allontanerà fino a che Tim non gli avrà parlato, Ruth garantisce a Tim che, finché il pastore non se ne andrà, potrà restare a casa sua quanto vuole.

## Critica
Natalia Aspesi recensì positivamente il lavoro di Perrotta e, pur criticandone lo stile e l'andamento prevedibile della trama, apprezzò la tematica del rapporto tra la politica e la piccola comunità urbana. Secondo D - la Repubblica delle donne, il libro «offre un ritratto satirico, ironico, ma in fondo inquietante, di un Paese chiuso in sé e dominato da un'ideologia teocon che sta prendendo le forme del fanatismo e dell'estremismo religioso», mentre Sergio Pent, su l'Unità, definì il romanzo «una commedia di classe che sa colpire nel segno e che lascia dubbiosi sulla concretezza del Grande Sogno Americano smarrito nell'infelice ottusità di certe sue oscure province».

## Trasposizioni
La Warner Independent Pictures ottenne i diritti di trasposizione del libro nel settembre 2006, un anno prima della sua effettiva pubblicazione. Nell'ottobre del 2007, Perrotta dichiarò di essere al lavoro sulla sceneggiatura. Questa prima stesura, completata nel 2008, venne inizialmente affidata al duo di Little Miss Sunshine Jonathan Dayton e Valerie Faris, salvo poi passare nelle mani della regista Lisa Cholodenko nel febbraio 2011.